# Anor
Anor je francouzská obec v departementu Nord v regionu Hauts-de-France. V roce 2011 zde žilo 3 313 obyvatel. Území obce sousedí s Belgií.

## Sousední obce
Fourmies, Hirson (Aisne), Momignies (Belgie), Mondrepuis (Aisne), Ohain, Trélon

## Vývoj počtu obyvatel
Počet obyvatel 